# Gambit Evans
El gambit Evans és una obertura d'escacs que es caracteritza pels moviments:
1.e4 e5
2.Cf3 Cc6
3.Ac4 Ac5
4.b4
|  |

## Història
El gambit s'anomena així en honor del Capità marítim gal·lès William Davies Evans, el primer jugador que consta que el va fer servir. Hom considera que la primera partida amb l'obertura fou Evans - McDonnell, Londres 1827, tot i que en aquesta partida en concret l'ordre de jugades va ser una mica diferent (1. e4 e5 2. Cf3 Cc6 3. Ac4 Ac5 4. O-O d6 i només ara 5. b4). El 1832, es publicà la primera anàlisi del gambit a Second Series of Progressive Lessons (1832) de William Lewis. El gambit va esdevenir molt popular poc després, essent empleat diversos copa a la sèrid de partides entre McDonnell i Louis de la Bourdonnais de 1834. Jugadors com ara Adolf Anderssen, Paul Morphy i Mikhaïl Txigorin el van emprar també a continuació. Després de la defensa simplificadora contra l'obertura trobada per Emanuel Lasker en un torneig de 1895, va perdre el favor de la majoria de jugadors durant el segle xx, tot i que John Nunn i Jan Timman varen jugar-hi algunes partides durant els 1970 i començaments dels 1980, i que durant els 1990 Garri Kaspàrov el va emprar en algunes de les seves partides (notablement en una famosa victòria en 25 jugades contra Viswanathan Anand a Riga, 1995), cosa que va reactivar un cert interès en el gambit.

## Observacions generals
El gambit Evans és una variant agressiva del Giuoco Piano, el qual normalment continua amb moviments posicionals com ara 4. c3 o 4. d3. La idea rere el moviment 4. b4 és la d'entregar un peó per tal d'assegurar-se un fort centre i pressionar el punt feble f7 de les negres. Idees basades en Aa3, evitant que les negres enroquin són també possibles. Segons Reuben Fine, l'Evans planteja un repte a les negres, ja que les defenses usuals (jugant ...d6 i/o retornar el peó de gambit) són més difícils d'implementar que no pas en altres gambits (És interessant que Fine fou batut amb aquest gambit en una partida amistosa contra Bobby Fischer, en només 17 moviments)
La manera més òbvia i més usual d'enfrontar-se al gambit per part de les negres és acceptar-lo, amb 4...Axb4, després de la qual les blanques fan 5. c3 i les negres normalment continuen amb 5... Aa5 (5... Ae7 i, menys sovint 5... Ac5 i 5... Ad6, també es juguen). Les blanques acostumen a continuar amb 6. d4. La línia d'Emanuel Lasker és 4... Axb4 5. c3 Aa5 6. d4 d6 7.0-0 Ab6 8.dxe5 dxe5 9.Dxd8+ Cxd8 10.Cxe5 Ae6. Aquesta variant pretén evitar el verí de l'atac blanc tot retornant el peó de gambit i canviant dames, i d'acord amb en Fine, la posició simplificada resultant "és psicològicament depriment pel jugador de gambit", qui normalment intenta jugar un atac agressiu. Txigorin va analitzar molt l'alternativa 9.Db3 Df6 10.Ag5 Dg6 11.Ad5 Cge7 12.Axe7 Rxe7 13.Axc6 Dxc6 14.Cxe5 De6, que evita el canvi de dames, però no va arribar a cap veredicte concloent. D'altra banda, les blanques sovint eviten aquesta línia amb 7.Db3 Dd7 8.dxe5, quan les negres poden tornar el peó amb 8...Ab6 o mantenir-lo amb 8...dxe5, tot i que llavors les blanques obtenen prou compensació.
Alternativament les negres poden enfrontar-se a 6.d4 amb 6...exd4, quan les blanques poden triar 7.Db3, una jugada afavorida per Nigel Short. 7.0-0 es troba normalment amb 7...Cge7 intentant contestar 8.Cg5 o 8.cxd4 amb 8...d5, tot retornant el peó en la majoria de línies, més que amb la materialista 7...dxc3 que es trobaria amb 8.Db3 amb una iniciativa molt perillosa pels peons sacrificats. L'alternativa 7...d6 8.cxd4 Ab6 es coneix com la Posició Normal, en què les negres s'acontenten a mantenir l'avantatge d'un peó, i les blanques cerquen compensació en forma de línies obertes i un poderós centre.
El gambit també pot ser declinat amb 4... Ab6, quan 5. a4 a6 seria la continuació normal. Però a causa de la pèrdua de temps inherent a la línia, molts analistes consideren que declinar el gambit és pitjor que acceptar-lo i retornar el peó en una fase posterior. També, les negres poden jugar l'estranya variant del contragambit (4... d5), però hom creu que és dubtosa.
La famosa partida Sempreviva va començar amb el gambit Evans.
L'Enciclopèdia d'Obertures d'Escacs té dos codis pel gambit Evans, C51 i C52.
- C51: 1.e4 e5 2.Cf3 Cc6 3.Ac4 Ac5 4.b4
- C52: 1.e4 e5 2.Cf3 Cc6 3.Ac4 Ac5 4.b4 Axb4 5.c3 Aa5

## Retirades de l'alfil
Després de 4.b4 Axb4 5.c3, l'alfil ha de moure's, o serà capturat. Les retirades comunes són les llistades a continuació, amb els punts a favor i en contra de cadascuna:

### 5...Aa5
Segons Chessgames.com, aquesta és la retirada més popular per les negres. Aparta la peça del camí dels peons centrals blancs, i clava el peó c3 si les blanques fan 6.d4, però té el desavantatge que inhabilita la casella a5 pel cavall negre. Per això les negres acostumen a retirar més tard l'alfil a b6 per facilitar ...Ca5, que és un moviment particularment fort quan les blanques opten pel pla Ac4 i Db3.

### 5...Ac5
Segons Chessgames.com, aquesta és la segona retirada més popular, tot i que les blanques puntuen contra ella millor que contra 5...Aa5. La jugada es fa normalment per part de jugadors que no estan familiaritzats amb el gambit, i no pot ser tan bona com 5...Aa5, perquè 6.d4 attaca l'alfil i redueix les opcions de les negres en comparació amb les que tenen després de 5...Aa5 6.d4.

### 5...Ae7
Aquesta ha estat sovint considerada com una de les retirades "segures", i ha estat jugada per Anand. Després de 6.d4 Ca5, les blanques poden intentar mantenir la iniciativa amb 7.Ae2 tal com ha jugat Garri Kaspàrov, o bé recapturar el peó immediatament amb 7.Cxe5.

### 5...Ad6
Aquesta és l'anomenada defensa Stone-Ware en honor de Henry Nathan Stone i Preston Ware. El moviment reforça el peó-e5, i ha estat jugat per Grans Mestres com ara Andrei Volokitin, Aleksandr Grisxuk i Loek van Wely.

### 5...Af8
Això s'anomena la defensa Mayet (en honor de Karl Mayet) i es juga molt rarament.